# Карповская (Московская область)
Карповская — деревня в муниципальном округе Егорьевск Московской области России.

## География
Деревня Карповская расположена в юго-западной части муниципального округа Егорьевск, примерно в 20 километрах к югу от города Егорьевск. В 100 метрах к западу от деревни протекает река Раменка. Высота над уровнем моря 136 метров.

## История
До отмены крепостного права в России деревня принадлежала помещикам Рославлеву и Стоцкой. После 1861 года деревня вошла в состав Раменской волости Егорьевского уезда. Приход находился в селе Раменки.
В 1926 году деревня входила в Раменский сельсовет Раменской волости Егорьевского уезда.
До 1994 года Карповская входила в состав Раменского сельсовета Егорьевского района, а в 1994—2006 годы — Раменского сельского округа.
До 2015 года входила в состав сельского поселения Раменское.
В 2015 году вошла в состав городского округа Егорьевск, образованного в том же году путем упразднения Егорьевского района и объединения всех его поселений в единый городской округ.

## Демография
В 1885 году в деревне проживало 327 человек, в 1905 году — 409 человек (206 мужчин, 203 женщины), в 1926 году — 258 человек (104 мужчины, 154 женщины). По переписи 2002 года — 35 человек (15 мужчин, 20 женщин). Население — 23 человек (2010).
| 1859 | 1868 | 1885 | 1905 | 1926 | 2002 | 2006 |
| ---- | ---- | ---- | ---- | ---- | ---- | ---- |
| 219  | ↗262 | ↗327 | ↗409 | ↘258 | ↘35  | ↘20  |
| 2010 |      |      |      |      |      |      |
| ↗23  |      |      |      |      |      |      |